# 17 de noviembre
El 17 de noviembre es el 321.º (tricentésimo vigesimoprimer) día del año en el calendario gregoriano y el 322.º en los años bisiestos. Quedan 44 días para finalizar el año.

## Acontecimientos
- 887: Es depuesto el emperador Carlos III el Gordo y Arnulfo de Carintia se convierte en rey de la Francia Oriental y de Lotaringia.
- 1292 (O. S.): en Escocia, Juan de Balliol se convierte en rey de Escocia.
- 1502: en El Cairo (Egipto) se registra un terremoto.
- 1511: en Yunnan (China) se registra un terremoto de magnitud 5,8 en la escala sismológica de Richter (intensidad VII) que deja un saldo de «algunos» muertos.
- 1511: España e Inglaterra se alían contra Francia.

- 1556: en Rossano (Cosenza, Italia) se registra un terremoto de magnitud 5,1 en la escala sismológica de Richter.
- 1557: en Chile, el marino español Juan Ladrillero zarpa de Valdivia alcanzando la isla Desolación y entrando al Estrecho de Magallanes.
- 1558: en Londres (Inglaterra) muere la reina María I y es sucedida por su media hermana Isabel I.
- 1566: en España, Felipe II promulga una serie de rigurosas medidas contra los moriscos de Granada que afecta al uso del idioma árabe y a sus costumbres musulmanas.
- 1570: en Ferrara (Italia) a las 19:10 hora local se registra un terremoto de magnitud 5,5 en la escala sismológica de Richter (intensidad VIII) que deja un saldo de 70 a 2000 muertos.
- 1603: en Londres, el explorador, escritor y cortesano Walter Raleigh va a juicio por traición.
- 1617: en Veracruz (México), el virrey Diego Fernández de Córdoba manda a fundar la aldea de Córdoba.
- 1659: España y Francia firman la paz en los Pirineos.
- 1775: la ciudad de Kuopio fue fundada por el rey Gustavo III de Suecia.[1]
- 1796: en Italia ―en el marco de las guerras napoleónicas― se libra la Batalla del puente de Arcole, en que los franceses derrotan a los austriacos.
- 1800: en Washington, D. C. (Estados Unidos) se reúne por primera vez el Congreso.
- 1811: en Santiago de Chile, José Miguel Carrera jura como presidente de la Junta ejecutiva de gobierno.
- 1812: batalla de Krasnoi, en las guerras napoleónicas.
- 1820: en la Antártida, el capitán Nathaniel Palmer es el primer estadounidense que avista ese continente. (La Península Palmer recibirá su nombre).
- 1831: Ecuador y Venezuela se separan de la Gran Colombia.
- 1837: Un terremoto de magnitud entre 8.5 y 9.0 sacude la ciudad chilena de Valdivia provocando un tsunami.
- 1855: en las actuales Zambia-Zimbabue (África), el explorador británico David Livingstone es el primer europeo que ve las cataratas Victoria.
- 1858: se modifica el día juliano cero.
- 1858: en Grenoble (Francia) termina una inundación que comenzó el 2 de noviembre. A pesar de los cuantiosos daños, fallecen pocas personas.[2]
- 1863: en Knoxville, Tennessee, ―en el marco de la guerra civil estadounidense― las fuerzas confederadas (lideradas por el general James Longstreet) comienzan el sitio de Knoxville.
- 1869: en Egipto se inaugura el Canal de Suez, que une el mar Mediterráneo con el Mar Rojo.
- 1875: en El Salvador se establece la Academia Salvadoreña de la Lengua.
- 1876: en Moscú (Rusia), se estrena la Marcha eslava de Piotr Ilich Chaikovski.
- 1878: en Italia sucede el primer intento de asesinato contra Umberto I.
- 1895: En Cuba, los mambises al mando del general Máximo Gómez ocupan el campamento español Pelayo.
- 1895: Cerca de Santiago de Cuba desembarcan los expedicionarios del vapor Horsa.
- 1895: En Río de Janeiro (entonces capital de Brasil) se funda el Clube de Regatas do Flamengo, como club de remo. Su sección más exitosa, el fútbol, fue creada en 1911.
- 1901: En La Habana (Cuba), el ajedrecista José Raúl Capablanca (de solo 12 años de edad) comienza el combate por el título de Cuba contra Juan Corzo, a quien gana con score de 4.6.2.
- 1902: En Buenos Aires se funda el periódico Assalam, autopresentándose como órgano de la colectividad Sirio-Otomana de las Repúblicas del Plata.
- 1903: en el Imperio ruso, el Partido Obrero Socialdemócrata se divide en mencheviques (‘minoría’) y bolcheviques (‘mayoría’).
- 1905: Japón y Corea firman el Tratado de Eulsa.
- 1910: en Denver (Estados Unidos) un piloto llamado Ralph Johnstone (n. 1886) es la segunda persona que muere en un accidente de aviación (el primero había sido el teniente estadounidense Thomas Selfridge, que murió el 17 de septiembre de 1908).
- 1911: en la Universidad Howard (universidad exclusiva para negros), en Washington (capital de Estados Unidos) en pleno apartheid se crea la fraternidad Omega Psi Phi, el primer grupo de estudiantes negros.
- 1922: el ex sultán otomano Mehmed VI se exilia en Italia.
- 1933: el Gobierno de Estados Unidos reconoce a la Unión Soviética (creada en 1917).
- 1934: En el marco de la Guerra entre Bolivia y Paraguay, fuerzas paraguayas capturan el fuerte boliviano de Ballivián.
- 1936: en la provincia de Dávao del Sur (Filipinas) se crea el municipio de Malita.
- 1937: la ciudad china de Shanghái es ocupada por el Imperio del Japón cuando finaliza la batalla después de 4 meses.
- 1939: en el Protectorado de Bohemia y Moravia (dominado por los nazis alemanes), el Gobierno ―como represalia por las demostraciones antinazis generadas por la muerte de Jan Opletal― fusila a nueve estudiantes checos. Además, el Gobierno cierra todas las universidades checas y más de 1200 estudiantes checos son enviados a campos de concentración. Desde este suceso, varios países ―especialmente la República Checa― celebran el Día Internacional de los Estudiantes.
- 1940: En el marco de la Segunda Guerra Mundial, la ciudad alemana de Hamburgo es bombardeada. A lo largo de la guerra sufrió 213 bombardeos que lanzaron 1,7 millones de bombas (una por habitante). Las cerca de 40.000 víctimas de los ataques de julio de 1943 son, junto con Dresde, Tokio, Hiroshima y Nagasaki, las cifras más altas de aniquilación.[3]
- 1941: en el marco de la Segunda Guerra Mundial, el embajador estadounidense en Japón, Joseph Clark Grew telegrafía a su Gobierno acerca de los inminentes planes japoneses de atacar Pearl Harbor, pero ―por razones que se desconocen― es ignorado.
- 1947: en los Estados Unidos, el Sindicato de Actores de Cine (Screen Actors Guild) implementa un juramento anticomunista.
- 1947: en los Estados Unidos, tres físicos (John Bardeen, Walter Brattain y William Shockley) descubren el transistor, elemento fundamental para la revolución de la electrónica en el siglo XX.
- 1950: en Nueva York la ONU reconoce la independencia de Libia.
- 1950: Tenzin Gyatso (15), el decimocuarto dalái lama es entronado como rey absoluto de Tíbet.
- 1953: en Irlanda, son evacuados al continente los últimos habitantes de las islas Blasket (condado de Kerry).
- 1956: en Europa Occidental comienza el racionamiento de la gasolina debido al boicot petrolero de los países árabes.
- 1962: en Washington, D. C. (capital de Estados Unidos), el presidente John F. Kennedy inaugura el Aeropuerto Internacional Dulles.
- 1966: se establece una cifra récord de la lluvia de meteoros de las Leónidas: 150 000 meteoritos por hora.
- 1967: en Washington D. C. ―en el marco de la guerra de Vietnam― el presidente Lyndon B. Johnson dice a la nación que, a pesar de que falta mucho por hacer, «estamos infligiendo daños muchos más grandes que los que nos están haciendo a nosotros: ¡estamos progresando!».
- 1968: en Grecia, Alexandros Panagoulis es condenado a muerte por el intento de asesinato contra el dictador Gueorguios Papadópulos.
- 1969: en Helsinki ―en el marco de la Guerra Fría― negociadores estadounidenses y soviéticos se reúnen para comenzar las negociaciones SALT I para limitar el número de armas nucleares de ambos lados.
- 1970: en el Mare Imbrium (Mar de las Lluvias) la Luna aluniza la estación soviética no tripulada Lunojod 1 (lanzada desde la nave Luna 17, en órbita alrededor de la Luna). Es el primer robot con control remoto que aterriza en otro planeta.
- 1970: en los Estados Unidos ―en el marco de la guerra de Vietnam― el teniente William Calley va a juicio por haber ordenado la masacre de Mi Lai (16 de marzo de 1968). Según el informe del ejército, tras haber encontrado solo 3 armas habían fusilado a 90 vietcong civiles y 30 vietcong no civiles, pero según otro informe habían violado y asesinado a 504 mujeres, niños y ancianos. Calley recibirá 3 años de arresto domiciliario y será amnistiado por el presidente Nixon.
- 1970: en los Estados Unidos, Douglas Engelbart patenta el primer ratón de computadora.
- 1972: en Argentina, regresa el expresidente Juan Domingo Perón después de 17 años de exilio. Permanecerá solo un mes en Argentina, ya que la vuelta definitiva, para su tercer mandato como presidente, se producirá el 20 de junio de 1973.
- 1973: en Orlando (Florida) ―en el marco del escándalo Watergate― el presidente Richard Nixon miente ante 400 periodistas de Associated Press: «No soy un sinvergüenza». Finalmente será descubierto, lo que lo obliga a renunciar a la presidencia del país.
- 1973: en Atenas (Grecia) se realiza el Levantamiento del Politécnico de Atenas contra la dictadura de la Junta Militar Griega (1967-1974). El gobierno envía a la policía y el ejército y todo termina en una masacre de civiles.
- 1974: en Portugal se funda la Aliança Operário-Camponesa (alianza de trabajadores y campesinos) como frente del PCP (m-l) (Partido Comunista Portugués [marxista-leninista]), separados del Partido Comunista Portugués.
- 1975: Steve Harris crea la banda Iron Maiden.
- 1979: en Brisbane (Australia) se termina la primera etapa del tren eléctrico suburbano, entre Ferny Grove y Darra (Queensland).
- 1980: en El Crucero (Nicaragua) el empresario Jorge Salazar, vicepresidente del Consejo Superior de la Empresa Privada (Cosep), es asesinado por agentes de la Seguridad del Estado.
- 1982: En el estadio Pascual Guerrero de la ciudad de Cali (Colombia) se produce una estampida una vez terminado un partido de fútbol, en la que fallecen 24 espectadores (12 de ellos, niños).
- 1982: en Las Vegas (Estados Unidos) muere el boxeador surcoreano Duk Koo Kim (23) por la conmoción cerebral provocada por su contrincante, el estadounidense Ray Boom Boom Mancini (21) en una pelea de boxeo de 14 asaltos, que se llevó a cabo cuatro días antes. Esto lleva a reformar las leyes de ese deporte. La madre del surcoreano se suicidará en marzo de 1983, y el réferi del encuentro (Richard Green) el 1 de julio de 1983.
- 1983: en México se forma en la clandestinidad el EZLN (Ejército Zapatista de Liberación Nacional).
- 1987: en Ecuador, Balao es elevado a cantón de la provincia del Guayas.
- 1989: en Praga el Gobierno envía a la policía a reprimir duramente las manifestaciones estudiantiles. Comienza la Revolución de Terciopelo, que hará caer al Gobierno comunista el 29 de diciembre.
- 1991: la antigua República Socialista de Macedonia, que era parte de la República Federal Socialista de Yugoslavia, proclamó su independencia bajo el nombre oficial de República de Macedonia.
- 1993: en Sudáfrica acaba el dominio de la minoría blanca (apartheid) con la firma de una Constitución interina.
- 1997: En Luxor (Egipto), 6 militantes islamistas matan a 62 personas en la salida del templo de la faraona Hatshepsut (masacre de Luxor).
- 1997: en España, el escritor Francisco Umbral consigue el Premio Nacional de las Letras.
- 2000: en Log pod Mangartom, Eslovenia sucede un catastrófico deslizamiento de tierra, que mata a 7 personas y causa daños valorados en millones de SIT (tólares eslovenos).
- 2000: desde Japón, el presidente peruano Alberto Fujimori renuncia a la presidencia, con lo que acaba más de una década de su gobierno.
- 2003: la cantante estadounidense Britney Spears (de 21 años) recibe su estrella en el paseo de la fama de Hollywood, siendo la cantante más joven en recibirla.
- 2004: en los Estados Unidos, la empresa Kmart anuncia su compra de la empresa Sears, Roebuck and Co. por 11 000 millones de dólares estadounidenses (USD). La nueva empresa se llamará Sears Holdings Corporation.
- 2006: en los Estados Unidos sale a la venta la PlayStation 3.
- 2007: Javier Zanetti supera el récord de Roberto Ayala convirtiéndose en el jugador con más presencias en la selección de fútbol de Argentina.
- 2008: Lanzamiento del álbum "Sex Pastels" del grupo de punk español Gatillazo
- 2009: cerca de Somalia, los piratas somalíes liberan el atunero vasco Alakrana tras 47 días de cautiverio.[4]
- 2014: One Direction lanzó su cuarto álbum de estudio, titulado Four.
- 2016: Warner Bros compró Machinima, Inc. por 100 millones de dólares y operó junto a una parte de propiedad total del grupo Warner Bros, albergando los negocios digitales y over-the-top del estudio.[5][6][7][8]
- 2018: La Armada Argentina confirma el hallazgo del Submarino ARA San Juan cerca de la zona de su desaparición un año atrás.
- 2018: en Lima, el expresidente del Perú Alan García pide asilo político a la embajada de Uruguay tras recibir 18 meses de impedimento de salida del país.
- 2018: en Francia se inicia el movimiento de los chalecos amarillos.
- 2018: la cantante y rapera Nicki Minaj iba a presentarse en un festival musical en Shanghái, China, sin embargo el festival resultó ser falso.[9]
- 2019: en Wuhan, China aparece el primer caso conocido de la enfermedad por COVID-19.
- 2020: en Lima, Francisco Sagasti asume la presidencia del Perú tras la renuncia del entonces jefe de Estado, Manuel Merino.
- 2020: el grupo de K-Pop, aespa, debuta oficialmente con su sencillo titulado Black Mamba

## Nacimientos
- 9: Vespasiano, emperador romano (f. 79).
- 1503: Bronzino, pintor italiano (f. 1572).
- 1576: Roque González de Santa Cruz, santo, misionero y religioso paraguayo (f. 1628).
- 1587: Joost van den Vondel, dramaturgo y poeta neerlandés (f. 1679).
- 1612: Dorgon, príncipe manchuriano (f. 1650).
- 1685: Pierre Gaultier de Varennes, comerciante y explorador francocanadiense (f. 1749).
- 1717: Jean d'Alembert, matemático francés (f. 1783).
- 1729: María Antonieta de España, reina sarda (f. 1785).
- 1749: Nicolás Appert, inventor francés (f. 1841).
- 1755: Luis XVIII, rey francés entre 1814 y 1824 (f. 1824).
- 1765: Etienne Jacques Joseph MacDonald, militar francés (f. 1840).
- 1787: Michele Carafa, compositor italiano (f. 1872).
- 1790: August Möbius, matemático alemán (f. 1868).
- 1799: Titian Peale, naturalista, entomólogo y fotógrafo estadounidense (f. 1885).
- 1816: August Wilhelm Ambros, compositor austriaco (f. 1876).
- 1821: Francesco Ambrosi, historiador y botánico italiano (f. 1897).
- 1821: Pedro Ogazón, militar y político mexicano (f. 1890).
- 1835: Jerónimo Treviño, militar y político mexicano (f. 1914).
- 1854: Louis Hubert Lyautey, militar francés (f. 1934).
- 1857: Joseph Babiński, neurólogo franco-polaco (f. 1932).
- 1865: Pepita Teixidor, pintora española (f. 1914).
- 1866: Voltairine de Cleyre, escritora anarquista y feminista estadounidense (f. 1912).
- 1866: Lola Mora, escultora argentina (f. 1936).
- 1876: August Sander, fotógrafo alemán (f. 1964).
- 1877: Frank Calder, periodista británico, primer presidente de la Liga Nacional de Hockey (f. 1943).
- 1878: Grace Abbott, trabajador social estadounidense (f. 1939).
- 1885: Otto Trieloff, atleta alemán (f. 1967).
- 1886: Elena Fortún, escritora española de literatura infantil y juvenil (f. 1952).
- 1887: Bernard Law Montgomery, comandante británico (f. 1976).
- 1889: Carolina Muzzilli, activista socialista argentina (f. 1917).
- 1890: Gregorio Modrego, sacerdote español (f. 1972).
- 1891: Frank Fay, actor estadounidense (f. 1961).
- 1892: Max Deutsch, compositor austriaco-francés (f. 1982).
- 1893: Alain Gerbault, navegante francés (f. 1941).
- 1895: Mijail Bajtín, crítico literario y lingüista ruso (f. 1975).
- 1895: Gregorio López y Fuentes, escritor mexicano (f. 1966).
- 1895: Mijaíl Shumilov, militar soviético (f. 1975)
- 1896: Lev Vygotsky, psicólogo ruso (f. 1934).
- 1899: Clotario Blest, sindicalista chileno (f. 1990).
- 1900: Enrique Pérez Comendador, escultor español (f. 1981).
- 1901: Lee Strasberg, director, profesor de teatro, actor y productor austriaco (f. 1982).
- 1901: Walter Hallstein, político alemán (f. 1982).
- 1902: Azucena Maizani, cantante argentina (f. 1970).
- 1902: Eugene Wigner, físico húngaro, premio nobel de física en 1963 (f. 1995).
- 1904: Isamu Noguchi, escultor estadounidense (f. 1988).
- 1905: Astrid de Suecia, reina consorte belga (f. 1935).
- 1905: Mischa Auer, actor estadounidense (f. 1967).
- 1905: Rodolfo Usigli, escritor mexicano (f. 1979).
- 1905: Efraín Aranda Osorio, político mexicano (f. 1977).
- 1905: Adam Ważyk, poeta polaco (f. 1982).
- 1906: Betty Bronson, actriz estadounidense (f. 1971).
- 1906: Sōichirō Honda, empresario japonés, fundador de la automotriz Honda Motor Company (f. 1991).
- 1907: Israel Regardie, ocultista británico, secretario de Aleister Crowley (f. 1985).
- 1908: Thore Enochsson, atleta sueco (f. 1993).
- 1908: Manuela Ballester, pintora, escritora, editora y poeta española (f. 1994).
- 1909: El Atarfeño, torero español (f. 1934).
- 1910: Venturita (Ventura Núñez), torero español (f. 1974).
- 1910: Charles Walters, cineasta estadounidense.
- 1912: Kim Sung-gan, futbolista surcoreano (f. 1942).
- 1912: Kathleen Russell, nadadora sudafricana (f. 1992).
- 1914: Albertin Disseaux, ciclista belga (f. 2002).
- 1916: Rodney Hilton, historiador británico (f. 2002).
- 1917: Leandro Remondini, futbolista y entrenador italiano (f. 1979).
- 1919: Luis Martínez Irujo, aristócrata español (f. 1972).
- 1919: Kim Heungsou, pintor surcoreano (f. 2014).
- 1921: Albert Bertelsen, pintor danés.
- 1922: Stanley Cohen, bioquímico estadounidense, premio nobel de medicina en 1986 (f. 2020).
- 1923: Hubertus Brandenburg, obispo católico de Estocolmo (f. 2009).
- 1923: Aristides Pereira, político caboverdiano, primer presidente de su país (f. 2011).
- 1924: Leonid Kogan, violinista soviético (f. 1982).
- 1925: Rock Hudson, actor estadounidense (f. 1985).
- 1925: Charles Mackerras, director de orquesta y músico australiano (f. 2010).
- 1926: Virgílio, futbolista portugués (f. 2009).
- 1928: Arman, pintor y escultor francés (f. 2005).
- 1928: Pepe Díaz Lastra, actor argentino de origen cubano (f. 2007).
- 1928: Pierre Accoce, periodista francés (f. 2020).
- 1929: Ranko Žeravica, baloncestista serbio (f. 2015).
- 1929: Edgar White, regatista estadounidense (f. 2014).
- 1929: Sumner White, regatista estadounidense (f. 1988).
- 1930: Bob Mathias, atleta y político estadounidense (f. 2006).
- 1930: Karl Merkatz, actor austriaco (f. 2022).
- 1931: Pierre Nora, historiador francés (f. 2025).
- 1931: Leopoldo Pomés, fotógrafo español (f. 2019).
- 1933: Isao Iwabuchi, futbolista japonés (f. 2003).
- 1934: Jim Inhofe, político estadounidense, senador de Oklahoma (f. 2024).
- 1934: Eugenio Domingo, actor español (f. 1989).
- 1935: Toni Sailer, esquiador de esquí alpino austriaco (f. 2009).
- 1935: Kurt vid Stein, ciclista danés.
- 1936: José Carlos Ruiz, actor mexicano.
- 1937: Peter Cook, comediante británico (f. 1995).
- 1937: Manuel Félix López, político ecuatoriano (f. 2004).
- 1937: Pilar Salarrullana, escritora y política española (f. 2009).
- 1937: Albert Valtin, baloncestista ucraniano (f. 2015).
- 1938: Calisto Tanzi, empresario y estafador italiano (f. 2022).
- 1938: Gordon Lightfoot, cantante canadiense.
- 1939: Marcel Delattre, ciclista francés.
- 1939: Christine Gosden, nadadora británica.
- 1941: David Warbeck, actor y modelo neozelandés (f. 1997).
- 1942: Martin Scorsese, cineasta estadounidense.
- 1942: Hiroshi Matsumoto, astrofísico japonés (f. 2025).
- 1943: Lauren Hutton, actriz estadounidense.
- 1943: Juan José Palacios "Tele", músico español, de la banda Triana (f. 2002).
- 1944: Gene Clark, cantante estadounidense, de la banda The Byrds (f. 1991).
- 1944: Danny DeVito, actor estadounidense.

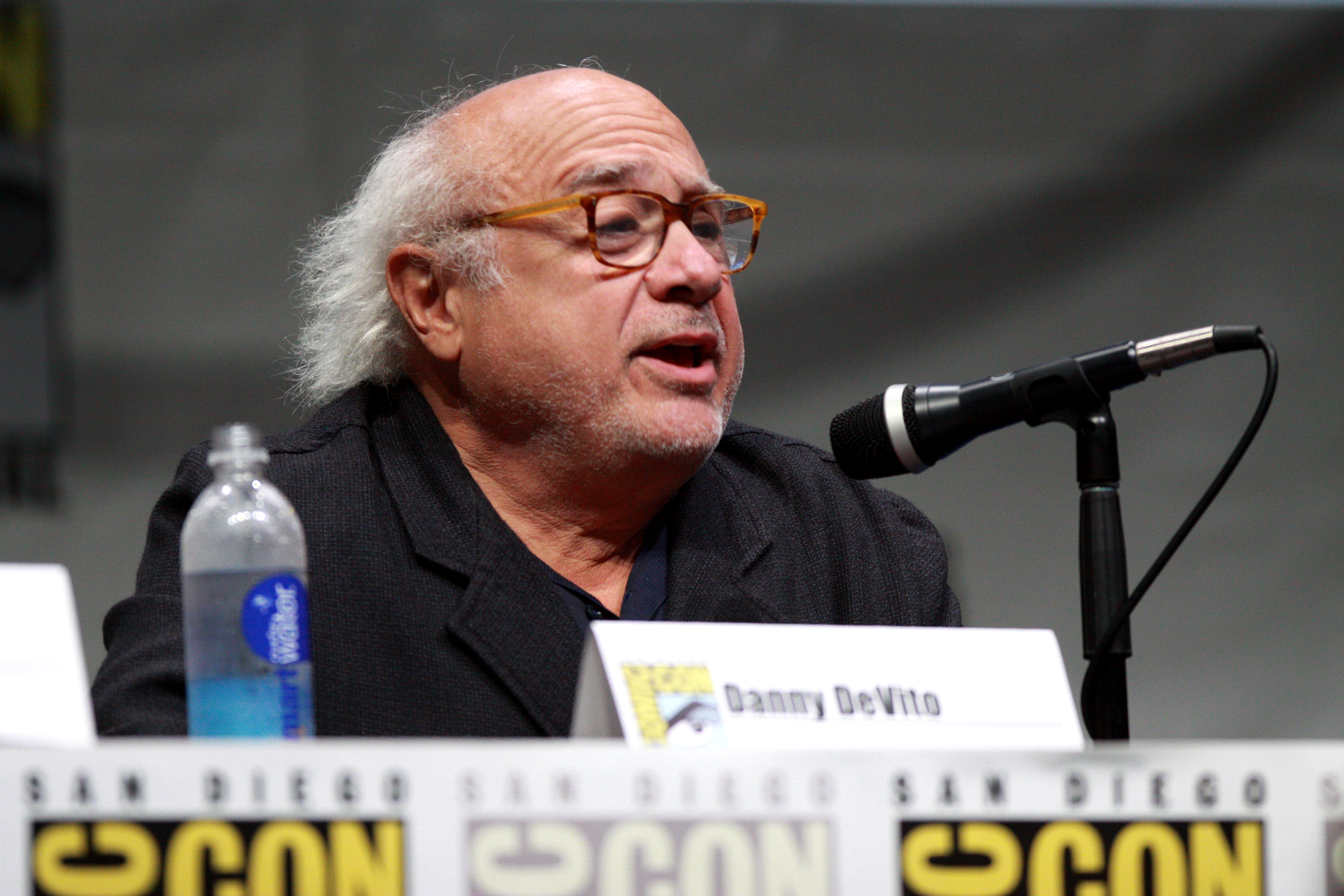

- 1944: Rem Koolhaas, arquitecto neerlandés.
- 1944: Lorne Michaels, productor canadiense de televisión.
- 1944: Luis Rogelio Nogueras, poeta y novelista cubano.
- 1944: Arturo Puig, actor argentino.
- 1944: Roberta Collins, actriz estadounidense (f. 2008).
- 1944: Daniel Yuste, ciclista español (f. 2020).
- 1944: Marlbert Pradd, baloncestista estadounidense (f. 2014).
- 1945: Elvin Hayes, baloncestista estadounidense.
- 1945: Roland Joffé, cineasta anglofrancés.
- 1945: Sergio López Suárez, escritor e ilustrador de libros infantiles uruguayo.
- 1945: Abdelmadjid Tebboune, político argelino, Presidente de Argelia desde 2019.
- 1946: Martin Barre, guitarrista británico, de la banda Jethro Tull.
- 1946: Wiesław Rudkowski, boxeador polaco (f. 2016).
- 1947: Keith Remfry, judoka británico (f. 2015).
- 1948: Howard Dean, político demócrata estadounidense.
- 1948: Sergio Blanco Rivas, cantante español (f. 2015).
- 1949: Tomás Urzainqui, abogado, escritor e historiador español.
- 1949: John Boehner, político estadounidense.
- 1949: Nguyén Tan Dung, primer ministro vietnamita desde 2006.
- 1949: Michael Wenden, nadador australiano.
- 1950: Jorge Sassi, actor argentino (f. 2015).
- 1950: Ilie Oanță, remero rumano.
- 1950: Roland Matthes, nadador alemán (f. 2019).
- 1951: Dean Paul Martin, cantante y actor estadounidense (f. 1987).
- 1951: Stephen Root, actor estadounidense.
- 1952: Cyril Ramaphosa, político sudafricano, presidente de Sudáfrica desde 2018.
- 1952: Dave Frost, beisbolista estadounidense (f. 2023).
- 1952: Jean-Jacques Rebière, ciclista francés.
- 1952: Horst Gewiss, ciclista alemán.
- 1953: Nada, cantante italiana.
- 1954: Claudio Marangoni, futbolista argentino.
- 1954: Walter Raudaschl, regatista austriaco.
- 1955: Carmelo Vidalín, político uruguayo.
- 1956: Joan Harshbarger, nadadora estadounidense.
- 1958: Mary Elizabeth Mastrantonio, actriz estadounidense.
- 1958: Mariana Ingold, compositora, tecladista y cantante uruguaya.
- 1958: Frank van Hattum, futbolista neozelandés.
- 1958: Terry Saldaña, baloncestista filipino (f. 2023).
- 1959: Juan Carlos Pérez Rojo, futbolista español.
- 1959: Thomas Allofs, futbolista alemán.
- 1959: Margaret Maass, ciclista estadounidense.
- 1960: RuPaul, drag queen estadounidense.
- 1960: Paolo Ferrero, político italiano.
- 1960: Jonathan Ross, presentador de televisión y locutor de radio británico.
- 1960: Harald Maier, ciclista austriaco.
- 1961: Wolfram Wuttke, futbolista alemán (f. 2015).
- 1961: Michael Collins, futbolista estadounidense.
- 1961: Serguéi Krasiuk, nadador ucraniano.
- 1961: Sandra Sutherland, periodista y presentadora de televisiòn española.
- 1961: Shirley Dery-Batlik, piragüista estadounidense.
- 1962: Shari Kain, triatleta estadounidense.
- 1962: Dudley Lewis, futbolista galés (F. 2025).
- 1963: Patxi Salinas, futbolista español.
- 1963: Adrian Branch, baloncestista estadounidense.
- 1963: Elisabeth Kirchler, esquiadora alpina austriaca.
- 1964: Moisés Villanueva de la Luz, político mexicano (f. 2011).
- 1964: Krzysztof Warzycha, futbolista y entrenador polaco.
- 1964: Fofi Gennimata, política griega (f. 2021).
- 1964: Michelle Knox-Zaloom, remera estadounidense.
- 1964: Stefan Peter, nadador alemán.
- 1965: Amanda Brown, música canadiense, de la banda The Go-Betweens.
- 1965: Frank Moreno García, judoka cubano.
- 1966: Jeff Buckley, guitarrista y cantante estadounidense (f. 1997).
- 1966: Richard Fortus, guitarrista estadounidense, de la banda Guns N' Roses.
- 1966: Daisy Fuentes, modelo y actriz cubana.
- 1966: Sophie Marceau, actriz francesa.
- 1966: María del Mar Arnáiz, política española.
- 1966: Josip Višnjić, futbolista y entrenador serbio.
- 1966: Anna Barabino, regatista italiana.
- 1966: Peter Loudon, jugador de curling británico.
- 1966: Nuno Gomes Nabiam, político bisauguineano.
- 1966: Laureano Echevarría, futbolista español.
- 1966: Mario Chiesa, ciclista italiano.
- 1967: Domenico Schiattarella, piloto de automovilismo italiano.
- 1967: Estela Rodríguez Villanueva, yudoca cubana (f. 2022).
- 1968: Amber Michaels, actriz porno estadounidense.
- 1968: Alberto Urdiales, balonmanista español.
- 1968: Vlado Šola, balonmanista croata.
- 1969: Jean-Michel Saive, jugador de tenis de mesa belga.
- 1969: Cecilia Dopazo, actriz argentina.
- 1969: Kianna Dior, actriz pornográfica canadiense.
- 1969: Ryōtarō Okiayu, seiyū japonés.
- 1969: Rebecca Walker, escritora estadounidense.
- 1970: Paul Allender, guitarrista británico, de la banda Cradle of Filth.
- 1970: Andy Kusnetzoff, presentador de televisión argentino.
- 1970: Eduardo Esidio, futbolista brasileño.
- 1971: Michael Adams, ajedrecista británico.
- 1971: David Ramsey, actor estadounidense.
- 1971: Malu Galli, actriz brasileña.
- 1972: José Ángel Barrueco, escritor español.
- 1972: Leonard Roberts, actor estadounidense.
- 1972: Joanne Goode, jugadora de bádminton británica.
- 1972: Titi Camara, futbolista guineano.
- 1973: Andreas Vintersorg Hedlund, vocalista, guitarrista y tecladista sueco, de la banda Vintersorg.
- 1973: Bernd Schneider, futbolista alemán.
- 1973: Ibon Begoña, futbolista español.
- 1973: Godfrey Sapula, futbolista sudafricano.
- 1973: Simone Edwards, baloncestista jamaicana (f. 2023).
- 1974: Leslie Bibb, actriz estadounidense.
- 1974: Melvin Méndez Acevedo, yudoca puertorriqueño.
- 1974: Óscar Peñas García, yudoca español.
- 1974: Zharick León, actriz colombiana.
- 1974: Berto Romero, humorista español.
- 1974: Roberto Rojas González, futbolista español.
- 1974: Daniel Coonan, actor británico.
- 1974: Claudia Pandolfi, actriz italiana.
- 1974: Eunice Barber, atleta sierraleonesa.
- 1975: Lord Infamous, rapero estadounidense.
- 1975: Jerome James, baloncestista estadounidense.
- 1975: Seigo Shimokawa, futbolista japonés.
- 1975: Anders Anundsen, político noruego.
- 1975: Ewan MacDonald, jugador de curling británico.
- 1975: Marius Cihărean, halterófilo rumano.
- 1976: Jacqueline Aguilera, modelo venezolana, ex-Miss Mundo.
- 1976: Cristián Limenza, futbolista paraguayo.
- 1976: Ervin Skela, futbolista albanés.
- 1976: Diane Neal, actriz y modelo estadounidense.
- 1976: Guwanç Nurmuhammedow, judoka turcomano.
- 1977: Jairo Castillo, futbolista colombiano.
- 1977: Agustín Margalef, ciclista uruguayo.
- 1977: Andrew Pragnell, judoka neozelandés.
- 1977: Ryk Neethling, nadador sudadricano.
- 1977: Aretí Athanasopulu, taekwondista griego.
- 1977: Andrew Pragnell, judoka neozelandés.
- 1977: Andreja Mali, biatleta eslovena.
- 1977: Orsolya Nagy, esgrimidora húngara.
- 1978: Tom Ellis, actor galés.
- 1978: Zoë Bell, actriz y doble neozelandesa.
- 1978: Rachel McAdams, actriz canadiense.

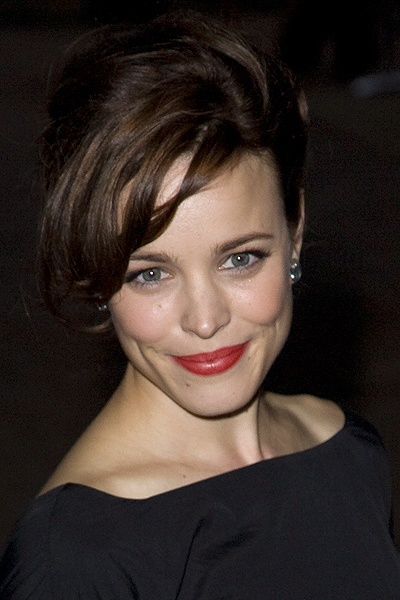

- 1978: Jorge Wágner Goés Conceição, futbolista brasileño.
- 1978: Júlio César Santos Correa, futbolista brasileño.
- 1978: Echendu Adiele, futbolista nigeriano (f. 2011).
- 1978: Lauren van Oosten, nadadora canadiense.
- 1978: Vanesa Arenas Comerón, judoka española.
- 1979: Mikel Astarloza, ciclista español.
- 1979: Draško Mrvaljević, balonmanista montenegrino.
- 1979: Katsuyori Shibata, artista marcial mixto y luchador profesional japonés.
- 1980: Brad Bradley, luchador profesional estadounidense.
- 1980: Isaac Hanson, cantante y guitarrista estadounidense, de la banda Hanson.
- 1980: Luciana Sandoval, modelo salvadoreña.
- 1980: Roberto Bonet, futbolista paraguayo.
- 1980: Santo Anzà, ciclista italiano.
- 1980: Mario Lúcio Duarte Costa, futbolista brasileño.
- 1980: James Livingston, remero estadounidense.
- 1980: Mijaíl Chipurin, balonmanista ruso.
- 1980: David Vega, futbolista argentino.
- 1980: Vrčak, cantante macedonio.
- 1981: Sarah Harding, cantante, actriz y modelo británica (f. 2021).
- 1981: Louise Pedersen, modelo danesa.
- 1981: Kim Dong-hyun, artista marcial mixto surcoreano.
- 1981: Cecilia Freire, actriz española.
- 1981: Mattias Eriksson, arquero sueco.
- 1981: Aleksandra Mikulska, pianista polaca.
- 1981: Bojana Novakovic, actriz serbio-australiana.
- 1982: Leonel Ríos, futbolista argentino.
- 1982: Mimoun Azaouagh, futbolista germano-marroquí.
- 1982: Léiner Gómez, futbolista colombiano.
- 1982: Miguel Ángel Déniz, nadador español.
- 1982: Andriy Serdinov, nadador ucraniano.
- 1983: Ryan Braun, beisbolista estadounidense.
- 1983: Harry Lloyd, actor británico.
- 1983: Nick Markakis, beisbolista estadounidense.
- 1983: Christopher Paolini, novelista estadounidense.
- 1983: Luís Alberto, futbolista brasileño.
- 1983: Julián Vara, futbolista español.
- 1983: Fernando Pagés, futbolista argentino.
- 1983: Pablo Barzola, futbolista argentino.
- 1983: Shannan Click, modelo estadounidense.
- 1983: Viva Bianca, actriz australiana.
- 1983: Dimity-Lee Duke, triatleta australiana.
- 1983: Julia Berezikova, practicante de artes marciales rusa.
- 1983: Ioannis Bourousis, baloncestista griego.
- 1983: Audrey Lacroix, nadadora canadiense.
- 1983: Alain Cervantes, futbolista cubano.
- 1983: Jodie Henry, nadadora australiana.
- 1984: Adrián Colunga, futbolista español.
- 1984: Víctor Hugo Lojero, futbolista mexicano.
- 1984: Damián Salvatierra, futbolista argentino.
- 1984: Iván Zerda, futbolista argentino.
- 1984: Urs Käufer, remero alemán.
- 1984: Ramiro Omar Jorge, futbolista mexicano.
- 1984: Ricardo Jiménez de Alba, futbolista mexicano.
- 1984: Erik Solbakken, presentador noruego.
- 1984: Henriette Bordvik, cantante noruega.
- 1984: Chanelle Sladics, snowboarder estadounidense.
- 1985: Edivaldo Rojas Hermoza, futbolista brasileño.
- 1985: Marlon Mancía, futbolista hondureño.
- 1985: Luis Aguiar, futbolista uruguayo.
- 1985: Gabi Garcia, practicante de artes marciales brasileña.
- 1985: Shay Jordan, actriz pornográfica y actriz de cine estadounidense de origen filipino.
- 1985: Sékou Camara, futbolista maliense (f. 2013).
- 1985: Claudia Lichtenberg, ciclista alemana.
- 1985: Ore Oduba, presentador británico.
- 1986: Everth Cabrera, beisbolista nicaragüense.
- 1986: Nani (Luis Carlos Almeida da Cunha), futbolista portugués.
- 1986: Alexis Vastine, boxeador francés (f. 2015).
- 1986: Nikky Thorne, actriz pornográfica y modelo erótica húngara.
- 1986: Florian Klein, futbolista austriaco.
- 1986: Alex Colón, futbolista ecuatoriano.
- 1986: Nadege Herrera, modelo panameña.
- 1986: Mariusz Kujawski, piragüïsta polaco.
- 1987: José Luis López Sánchez, futbolista mexicano.
- 1987: Gemma Spofforth, nadadora británica.
- 1987: Takafumi Suzuki, futbolista japonés.
- 1987: Alfredo Mazacotte, futbolista paraguayo.
- 1987: Edinson Villalba, futbolista colombiano.
- 1987: Tarik Belmadani, luchador francés.
- 1988: Reid Perry, bajista estadounidense, de The Band Perry.
- 1988: Eric Lichaj, futbolista estadounidense.
- 1988: Kyle Naughton, futbolista británico.
- 1988: Noh Haeng-seok, futbolista surcoreano (f. 2025).
- 1988: Justin Cooper, actor estadounidense.
- 1988: Beatriz García Vidagany, tenista española.
- 1988: Natalia Romero Franco, atleta española.
- 1988: Joanna Łochowska, halterófila polaca.
- 1989: Héctor Sánchez, beisbolista venezolano.
- 1989: Roman Zozulia, futbolista ucraniano.
- 1989: Enrico Battaglin, ciclista italiano.
- 1989: Freddy Castillo, futbolista ecuatoriano (f. 2013).
- 1989: Naoto Kamifukumoto, futbolista japonés.
- 1989: Kotomi Takahata, tenista japonesa.
- 1989: Ciprian Gălățanu, esgrimista rumano.
- 1989: Seth Lugo, beisbolista estadounidense.
- 1990: Shanica Knowles, actriz estadounidense.
- 1990: Peter Kobelt, tenista estadounidense.
- 1990: Fabienne Schlumpf, atleta suiza.
- 1990: Geórgios Boúglas, ciclista griego.
- 1990: Su Xin, yudoca china.
- 1990: Yeoryos Kónsolas, remero griego.
- 1990: Juan Manuel Delgado Lloria, futbolista español.
- 1990: Elvis Patta, futbolista ecuatoriano.
- 1990: Elisabeth Chávez, balonmanista española.
- 1990: Carlos Ulberg, artista marcial mixto neozelandés.
- 1990: Quentin Lafargue, ciclista francés.
- 1991: Sara Doorsoun, futbolista alemana.
- 1991: Alessandra Patelli, remera italiana.
- 1991: Nicole Gontier, biatleta italiana.
- 1991: Gearóid Morrissey, futbolista irlandés.
- 1991: Fernando Omar Barrientos, futbolista argentino.
- 1991: Nicolás Millán, futbolista chileno.
- 1991: Feruza Yergeshova, taekwondista kazaja.
- 1991: Miguel Berchelt, boxeador mexicano.
- 1992: Katarzyna Kawa, tenista polaca.
- 1992: Preston Smith, jugador de fútbol americano estadounidense.
- 1992: Óscar Franco, futbolista paraguayo.
- 1992: Federico Pintos, futbolista uruguayo.
- 1992: Takayoshi Ishihara, futbolista japonés.
- 1992: Ramiz Brahimaj, artista marcial mixto estadounidense.
- 1992: Natasha Morrison, atleta jamaicana.
- 1993: Ariadna Castellano, actriz española.
- 1993: Gina Aitken, jugadora de curling británica.
- 1993: Tsubasa Aoki, futbolista japonés.
- 1993: Ryan Edwards, futbolista australiano.
- 1993: Taylor Gold, snowboarder estadounidense.
- 1993: Dyshawn Pierre, baloncestista canadiense.
- 1993: Anna Andres, modelo ucraniana.
- 1993: Aiko Hayashi, nadadora japonesa.
- 1994: Raquel Castro, actriz estadounidense.
- 1994: Armin Hodžić, futbolista bosnio.
- 1994: Ronaldo Dinolis, futbolista panameño.
- 1994: Harry Tanfield, ciclista británico.
- 1994: Henrik Evensen, ciclista noruego.
- 1994: Michael Kukrle, ciclista checo.
- 1994: Jacob Barrett Laursen, futbolista danés.
- 1994: Alexandros Ginnis, esquiador alpino griego.
- 1994: Félix Asselin, jugador de curling canadiense.
- 1994: Benno Schmitz, futbolista alemán.
- 1994: Naoki Maeda, futbolista japonés.
- 1994: Fernando Brenes, futbolista costarricense.
- 1995: Juan Rubio Niñirola, baloncestista español.
- 1995: Yudai Tanaka, futbolista japonés.
- 1995: Moustapha Barro, baloncestista senegalés.
- 1995: Ana Jara Martínez, actriz española.
- 1995: Benjamin Gischard, gimnasta artístico suizo.
- 1995: Malen Ruiz de Azúa, atleta española.
- 1995: Elise Mertens, tenista belga.
- 1995: Borja González Tejada, futbolista español.
- 1995: Mariya Témnikova, nadadora rusa.
- 1995: Miguel Treviño Morales, narcotraficante mexicano.
- 1996: Minkah Fitzpatrick, jugador de fútbol americano estadounidense.
- 1996: Stefan de Bod, ciclista sudafricano.
- 1996: Eslô Marques, modelo brasileña.
- 1996: Cho Yu-min, futbolista surcoreano.
- 1996: Adriana Leal da Silva, futbolista brasileña.
- 1996: Charlie Tanfield, ciclista británico.
- 1996: Ruth Jebet, atleta keniana.
- 1996: Roope Hintz, jugador de hockey sobre hielo finlandés.
- 1996: Daniel Lynch IV, beisbolista estadounidense.
- 1997: Dragan Bender, baloncestista croata.
- 1997: Kim Yu-gyeom, cantante, rapero, bailarín, coreógrafo, productor, compositor y modelo surcoreano miembro de la boyband Got7.
- 1997: Julian Ryerson, futbolista noruego.
- 1997: Ruay Yebabli, atleta tunecino.
- 1997: Danny Acosta, futbolista hondureño.
- 1997: Justin Madubuike, jugador de fútbol americano estadounidense.
- 1997: Ian Garry, artista marcial mixto irlandés.
- 1997: Aleksi Jaakkola, atleta finlandés.
- 1998: Domilson Cordeiro dos Santos, futbolista brasileño.
- 1998: Kara Hayward, actriz estadounidense.
- 1998: Mitzi Ruhlmann, actriz australiana.
- 1998: Charity Crawford, actriz pornográfica y modelo erótica estadounidense.
- 1998: Devin Haney, boxeador estadounidense.
- 1998: Andrea Toscano, modelo mexicana.
- 1998: Mathieu Burgaudeau, ciclista francés.
- 1998: Mahaveer Raghunathan, piloto de automovilismo indio.
- 1998: José María García Soriano, ciclista español.
- 1998: Katarzyna Boruch, remera polaca.
- 1998: Sam Beukema, futbolista neerlandés.
- 1999: María Cristina Julio, futbolista chilena.
- 1999: Jorge Cuenca Barreno, futbolista español.
- 1999: Ivan Šapina, taekwondista croata.
- 1999: Donovan Carrillo, patinador artístico mexicano.
- 1999: Caps, jugador de League of Legends danés.
- 1999: Jesús Álvarez Aguado, futbolista español.
- 1999: Kerolin, futbolista brasileña.
- 1999: Tobias Bayer, ciclista austriaco.
- 2000: Juan Esteban de la Fuente, baloncestista argentino.
- 2000: Cristopher Loaiza, futbolista estadounidense.
- 2000: Dylan Levitt, futbolista británico.
- 2000: Lía Rovira, gimnasta rítmica española.
- 2000: Kevin Harris, jugador de fútbol americano estadounidense.
- 2000: Gassan Ahadme, futbolista español.
- 2000: Loris Zarantonello, rugbista francés.
- 2000: Hunter Cattoor, baloncestista estadounidense.
- 2001: Kaja Korošec, futbolista eslovena.
- 2001: Harvey Scrimshaw, actor británico.
- 2001: Kate Douglass, nadadora estadounidense.
- 2002: Amina Maatoug, atleta neerlandesa.
- 2002: Francisca Nazareth, futbolista portuguesa.
- 2002: Kurena Ikeda, judoka japonesa.
- 2003: Luce Douady, escaladora francesa (f. 2020).
- 2003: Baptiste Jauneau, rugbista francés.
- 2003: Joel Ibler Lillesø, atleta danés.
- 2004: Yevguéniya Chikunova, nadadora rusa.
- 2004: Linda Nosková, tenista checa.
- 2004: Miro Tabanelli, esquiador acrobático italiano.
- 2005: Anna Tanaka, cantante, modelo y actriz japonesa.
- 2008: Vasilikí Thanu, nadadora sincronizada griega.

## Fallecimientos
- 375: Valentiniano I, emperador romano (n. 321).
- 474: León II, emperador bizantino (n. 467).
- 594: Gregorio de Tours, obispo e historiador francés (n. c. 539).
- 1231: Santa Isabel de Hungría, reina húngara canonizada por la Iglesia católica (n. 1207).
- 1494: Giovanni Pico della Mirandola, filósofo italiano (n. 1463).
- 1558: María Tudor, reina inglesa (n. 1516).
- 1558: Reginald Pole, cardenal y arzobispo de Canterbury (n. 1500).
- 1592: Juan III de Suecia, rey sueco (n. 1537).
- 1600: Kuki Yoshitaka, comandante naval japonés (n. 1542).
- 1708: Ludolf Backhuysen, pintor neerlandés (n. 1631).
- 1720: Jack el Calicó, capitán pirata (n. 1682).
- 1746: José de Peralta Barnuevo, obispo peruano (n. 1669).
- 1747: Alain-René Lesage, escritor francés (n. 1668).
- 1757: María Josefa de Austria, archiduquesa austriaca (n. 1699).
- 1780: Bernardo Bellotto, pintor italiano (n. 1720).
- 1771: Tobias Smollett, escritor británico (n. 1721).
- 1796: Catalina la Grande, zarina rusa (n. 1729).
- 1818: Carlota de Mecklemburgo, aristócrata alemana, reina consorte del Reino Unido (n. 1744).
- 1842: John Varley, pintor y astrólogo británico (n. 1778).
- 1852: Carl August von Eschenmayer, médico y filósofo alemán (n. 1768).
- 1858: Robert Owen, socialista utópico y cooperativista británico (n. 1771).
- 1875: Hilario Ascasubi, poeta argentino (n. 1807).
- 1910: Carlo Dossi, escritor, diplomático,  arqueólogo y aforista italiano. (n. 1849).
- 1917: Auguste Rodin, escultor francés (n. 1840).
- 1928: Juan José Muñoz de Madariaga, ingeniero español (n. 1846).
- 1929: Herman Hollerith, estadístico estadounidense, inventor de la máquina tabuladora (n. 1860).
- 1932: Leónidas Plaza Gutiérrez, político y presidente ecuatoriano (n. 1865).
- 1936: Ernestine Schumann-Heink, cantante de ópera (contralto) estadounidense de origen austriaco (n. 1861).
- 1938: Ante Trumbić, político croata (n. 1864).
- 1940: Eric Gill, tipógrafo y escultor británico (n. 1882).
- 1940: Raymond Pearl, biólogo estadounidense (n. 1879).
- 1941: Ernst Udet, militar alemán (f. 1896).
- 1942: Federico Francisco IV, aristócrata alemán (n. 1882).
- 1945: Manolo Hugué, escultor español (n. 1872).
- 1947: Víctor Serge, anarquista, novelista e historiador ruso (n. 1890).
- 1947: Regina de Lamo, escritora, periodista e intelectual española (n. 1870)
- 1950: Virginia Fábregas, actriz de teatro mexicana (n. 1871).
- 1954: Yitzhak Lamdan, poeta y columnista israelí de origen ruso (n. 1899).
- 1955: James P. Johnson, pianista y compositor estadounidense (n. 1894).
- 1959: Héitor Villa-Lobos, compositor brasileño (n. 1887).
- 1968: Mervyn Peake, escritor británico (n. 1911).
- 1971: Gladys Cooper, actriz británica (n. 1888).
- 1973: Mirra Alfassa (La Madre), gurú francesa, compañera espiritual de Sri Aurobindo (n. 1878).
- 1974: Clive Brook, actor británico (n. 1887).
- 1979: John Glascock, bajista británico de la banda Jethro Tull (n. 1951).
- 1980: Jorge Salazar, empresario nicaragüense (n. 1939)
- 1982: Eduard Tubin, compositor estonio (n. 1905).
- 1986: Georges Besse, ejecutivo automovilístico francés (n. 1927).
- 1986: José María Ruiz Gallardón, político español (n. 1927).
- 1990: Robert Hofstadter, físico estadounidense, premio nobel de física en 1961 (n. 1915).
- 1998: Fernando Quiñones, escritor español (n. 1930).
- 1998: Esther Rolle, actriz estadounidense (n. 1920).
- 1999: Carlos Eduardo Troconis, músico venezolano, de la banda Dermis Tatú (n. 1968).
- 1999: Enrique Urquijo, músico español, de la banda Los Secretos (n. 1960).
- 2000: Louis Eugène Félix Néel, físico francés, premio nobel de física en 1970 (n. 1904).
- 2002: Abba Eban, político y diplomático israelí (n. 1915).
- 2006: Ruth Brown, cantante y música estadounidense de blues (n. 1928).
- 2006: Ferenc Puskás, futbolista hispano-húngaro (n. 1927).
- 2007: Oleg Gazenko, científico ruso (n. 1918).
- 2007: Gregorio López Raimundo, político español (n. 1914).[10]
- 2009: Ana María Pérez González, supercentenaria mexicana (n. 1890).
- 2009: Javier Velasco Yeregui, sacerdote y teólogo español (n. 1964).
- 2012: Armand Desmet, ciclista belga (n. 1931).
- 2012: Miliki (Emilio Aragón Bermúdez), payaso, acordeonista y cantante español (n. 1929).
- 2013: Doris Lessing, escritora británica, Premio Nobel de Literatura en 2007 (n. 1919).
- 2014: Omar Chabán, empresario argentino (n. 1952).
- 2014: Ilija Pantelić, jugador y entrenador de fútbol bosnio (n. 1942).
- 2014: Rokurō Naya, seiyū japonés (n. 1932).
- 2016: Virgilio Godoy Reyes, político nicaragüense (n. 1934).
- 2018: Gino Molinari, chef, presentador de televisión y actor ecuatoriano (n. 1956).
- 2019: Tuka Rocha, corredor brasileño de carreras (n. 1982).
- 2021: Luis Dimas (78), cantante chileno de la nueva ola (n. 1942).
- 2021: Antonio Leal Labrín, político chileno (n. 1950).
- 2021: Young Dolph, cantante de rap estadounidense (n. 1985).
- 2023: Agustín Ibarrola, pintor y escultor español (n. 1930).
- 2024: Hugo Villaverde, futbolista argentino (n. 1954)
- 2024: Bernard Chiarelli, futbolista y entrenador francés (n. 1934).
- 2024: Mohammed Afif, portavoz de Hezbolá (n. 1959).[11]

## Celebraciones
- Día Mundial de la Lucha contra el Cáncer de Pulmón.

- Día Mundial del Niño Prematuro.[12]

- Día Mundial en Recuerdo de las Víctimas de Accidentes de Tráfico.

- Día Internacional de los Estudiantes.[13]

- Día Internacional de la Construcción.[14]

- Día Internacional del Síndrome de Smith-Magenis.

- Día de Acción para la Eliminación del Cáncer Cervicouterino.

 Por países
(Por orden alfabético)
- Argentina:
  - Día del escultor y de las artes plásticas.[15] Celebración en honor a Lola Mora, primera escultora argentina y latinoamericana. Fue instituido por Ley por el Congreso de la Nación Argentina. Este día es un homenaje a aquellos que transforman diversos materiales para construir formas e imágenes que presentan una visión de la realidad, de acuerdo a un conjunto de valores estéticos.
  - Día Nacional del Registro Civil.[16] La elección de esta fecha se debe al 17 de noviembre de 1944 (80 años), aniversario de la sanción de la primera ley que organizó el Registro Civil en el país. Fue instaurada en 1965 en el Tercer Congreso Nacional de Directores de Registros Civiles, que se realizó en Mendoza.
  - Aniversario de la Revista Billiken.[17] Billiken salió a la calle por primera vez el 17 de noviembre de 1919. Actualmente sigue acompañando a los niños, sus familias y sus docentes a través de las plataformas digitales billiken.lat y grandesmujeres.lat.
Fundación: 17 de noviembre de 1919 (105 años).
    -  Misiones: 
      - Día del Provinciano Misionero.[18]
Ley VI N.º 178.

- Colombia: 
  - Día del Terapeuta Ocupacional. Fecha que honra a los profesionales que dedican su trabajo a mejorar la calidad de vida de personas con diversas necesidades físicas, mentales y sociales.

- España: 
  - Día Nacional de la Seguridad Alimentaria.[19]

- Estados Unidos: 
  - Día de Hacer una Caminata.
(en inglés: National Take a Hike Day).
  - Día del Pan Casero.
(en inglés: National Homemade Bread Day).
  - Día de la Lucha por la Libertad y la Democracia.
(en inglés: Struggle for Freedom and Democracy Day).
  - Día Nacional de la Eliminación de Amigos.
(en inglés: National Unfriend Day).

- Venezuela: 
  - Día del Economista. Conmemora la fundación en 1938 de la primera escuela de Economía en el país, en la Universidad Central de Venezuela (UCV).

### Santoral católico

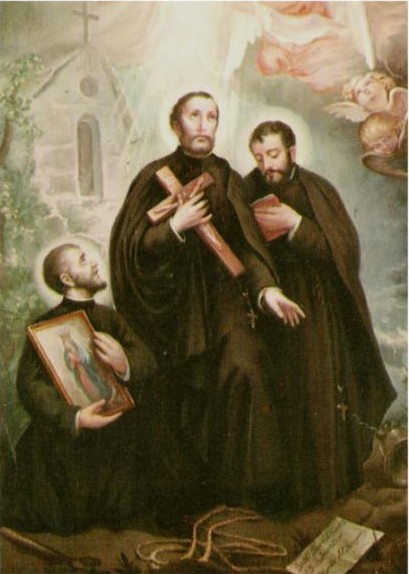
Santos Juan del Castillo, Roque González de Santa Cruz y Alonso Rodríguez, mártires jesuitas en Paraguay. Pintura en la Colegiata de Belmonte, donde nació Juan del Castillo.

- Los Tres Santos de las Misiones: San Roque González de Santa Cruz, San Juan del Castillo y San Alonso Rodríguez, también conocidos como Santos Mártires del Río de la Plata.[20](imagen ilustrativa).
- Santos Acisclo y Victoria de Córdoba.
- San Alfeo de Cesarea.
- San Aniano de Orleáns.
- San Florino de Rëmus.
- San Gregorio de Tours.
- San Gregorio Taumaturgo.[21]
- Santa Hilda de Whitby.
- San Hugo de Lincoln.
- San Hugo de Noaria.
- Santa Ilda de Inglaterra.
- Santa Isabel de Hungría.
- San Lázaro de Constantinopla.
- San Namacio de Vienne.
- San Raveriano.
- San Zaqueo de Cesarea.
- Beato Josafat Kocylovskyj.
- Beato Lope Sebastián Hunot.
- Beata Salomé de Cracovia.